# Laguna San Ignacio
La laguna San Ignacio es una laguna costera de México en aguas del océano Pacífico, localizada en el municipio de Mulegé, en el estado de Baja California Sur, a 59 kilómetros de la ciudad de San Ignacio y la carretera Federal 1. Es uno de los santuarios de invierno de la ballena gris del Pacífico Oriental (Eschrichtius robustus).
Está incluida, desde 1988, en la Reserva de la Biosfera El Vizcaíno  y es parte del Santuario de ballenas de El Vizcaíno, declarado en 1993 Patrimonio de la Humanidad (ID 554). Además, el 2 de febrero de 2004 fue incluida en la lista de sitios Ramsar (con el n.º ref. 1341).

## Historia
La laguna San Ignacio fue descubierta originalmente por el capitán ballenero Jared Poole, cuñado del capitán Charles Melville Scammon. La primera expedición de caza de ballenas en la laguna San Ignacio se produjo en 1860, liderada por Scammon que iba al mando de seis barcos balleneros. Aunque muchos capitanes balleneros no se arriesgaban a perder sus naves en los bancos de arena de las barras traicioneras y los estrecho pasajes de aguas poco profundas en la laguna, algunos audaces capitanes balleneros si lo hicieron y ello supuso el comienzo de la casi extinción de la ballena gris del Pacífico. La laguna es ahora uno de los principales destinos de la migración de la ballena gris.

## Características
Con una comunidad local de menos de cien habitantes, los residentes de la laguna dependen de la pesca y ahora de la observación de ballenas como principal medio de vida. La laguna se extiende dieciséis kilómetros en el desierto y tiene una anchura máxima de cinco millas. La laguna se divide en tres secciones: la superior es la parte menos profunda y se conoce como el área de parto donde las hembras embarazadas viajan a fin de tener a sus crías; en la laguna del medio se encuentran las madres que viajan con sus hijos recién nacidos, y que se preparan para unirse a la mayoría del grupo; en la inferior se encuentra la mayoría de los cetáceos y es donde se produce la mayor parte del comportamiento social. Aquí, machos y hembras se congregan en busca de pareja. Además, los recién nacidos viajan con sus madres a lo largo de la laguna inferior preparándose para el largo viaje al norte hasta sus zonas de alimentación de verano en el océano Ártico.

## Importancia de la laguna
En 1988, México estableció la Reserva de la Biosfera El Vizcaíno que incluye la laguna San Ignacio, que es el santuario de vida silvestre más grande de América Latina. La laguna de San Ignacio no solo es un santuario de la ballena gris, sino que es el último y único lugar de cría sin desarrollar en el mundo de tales ballenas. La laguna de San Ignacio es también un hábitat crítico para el casi extinto berrendo o antílope americano y un hábitat importante de alimentación para cuatro de las siete especies del mundos de tortugas marinas: tortuga laúd, tortuga carey, tortuga verde y tortuga golfina (todas en peligro de extinción). En 1993, las Naciones Unidas declarararon la laguna de San Ignacio como un sitio Patrimonio de la Humanidad debido a su importancia para la comunidad mundial.